# Kim Bub-Min
Kim Bub-Min (en coreano: 김법민; Daejeon, 22 de mayo de 1991) es un deportista surcoreano que compitió en tiro con arco, en la modalidad de arco recurvo. Participó en los Juegos Olímpicos de Londres 2012, obteniendo una medalla de bronce en  la prueba por equipo.

## Palmarés internacional
| Juegos Olímpicos | Juegos Olímpicos      | Juegos Olímpicos  | Juegos Olímpicos |
| Año              | Lugar                 | Medalla           | Prueba           |
| ---------------- | --------------------- | ----------------- | ---------------- |
| 2012             | Londres (Reino Unido) | Medalla de bronce | Equipo           |